# Nemeskocs
Nemeskocs è un comune dell'Ungheria di 376 abitanti (dati 2001). È situato nella contea di Vas.